# Fanny Baron
Pour les articles homonymes, voir Baron.
Fanny Baron ou Fanya Anisimovna Baron (en russe : Фаня Анисимовна Барон), née  Fanya Grefenson en 1887 et fusillée par la Tcheka, à Moscou en 1921, est une anarchiste et syndicaliste libertaire active durant la révolution russe, épouse d'Aron Baron qu'elle rencontre en exil, à Chicago.
Emma Goldman l'a décrite comme « le type de femme [...] entièrement consacrée à la cause de l'humanité. »

## Biographie

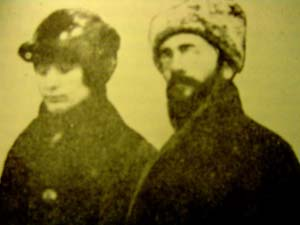
Fanny et Aron Baron en 1921 (?).

En 1911, fuyant le régime tsariste, elle émigre aux États-Unis où elle participe activement, avec son compagnon Aron Baron, aux luttes ouvrières et au mouvement libertaire. En janvier 1915 elle participe à Chicago (Illinois) à la marche des sans travail et y est assommée à coups de crosse par la police. Elle est arrêtée à plusieurs reprises.
Elle est active au sein du Groupe international de propagande des idées libertaires.
En 1917, elle collabore à la rédaction de la revue Mother Earth, éditée par Emma Goldman.

### Retour en Russie et opposition aux bolcheviks

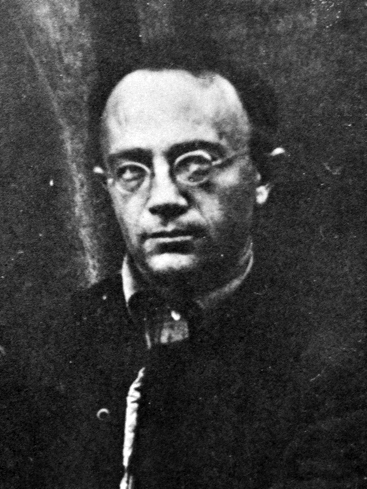
Aron Baron en 1920.

En juin 1917, dès l'annonce de la chute du tsarisme, elle rejoint la Russie avec son compagnon Aaron et ils s'installent à Kiev.
Après la Révolution d'Octobre, elle part à Kharkov et s'engage dans la Confédération des organisations anarchistes d’Ukraine qui édite le journal Nabat. Elle y rencontre Nestor Makhno, Voline et Piotr Archinov. Elle est active dans la section Culturel-Éducative du mouvement makhnoviste.
Le 25 novembre 1920, elle est arrêtée une première fois par les bolcheviks, avec son compagnon (Aaron Baron) à Kharkov, ainsi que les 300 délégués (dont Voline, Olga Taratuta, Sénia Fléchine, Mark Mrachnyi, Dolenko-Chekeres et Anatolii Gorelik), participants au Congrès panrusse des anarchistes,. Elle est sévèrement battue lors de son arrestation.

### Exécution sommaire dans les caves de la Tcheka
Détenue à Moscou, elle est ensuite transférée à la prison de Riazan d'où elle s'évade le 10 juillet 1921, avec neuf autres camarades. Elle a alors pour projet, avec l'aide du frère de son compagnon Aaron, de faire évader celui-ci.
Les conditions de détention à la prison de Riazan sont extrêmement dures et entrainent, quelques jours après son évasion, courant juillet 1921, une grève de la faim, qui a un retentissement international grâce à la présence, à Moscou, de délégués anarcho-syndicalistes venus participer à la troisième conférence du Profintern. Sous la pression de ces derniers, le 17 septembre, 10 des 13 grévistes de la faim sont expulsés d'URSS : Voline, Vorobiov, Mratchny, Mikhaïlov, Grégori Maximoff, Ioudine, Iartchouk, Gorelik, Feldman et Fedorov.
Elle fait alors l'objet d'un mandat d'arrêt national pour propagande anarchiste et anarcho-syndicaliste, pour « complicité d’actes criminels anti soviétiques » et fabrication de fausse monnaie, toutes accusations montées de toutes pièces par la Tcheka.
Elle se réfugie, à Moscou, chez le frère de son mari, par ailleurs membre du parti bolchevik, toujours avec le projet de faire évader Aaron. Ils sont tous les deux arrêtés par la Tcheka le 17 août. Semion Baron est exécuté sur place et Fanya emmenée.
Le 29 septembre 1921 (Emma Goldman parle du 30 septembre), elle fait partie des neuf personnes fusillées, dont le poète Lev Tcherny, dans les caves de la prison de la Tcheka à Moscou. Il a été dit que son exécution était un ordre personnel de Lénine. Victor Serge précise : « l'affaire qui amena ces exécutions avait été montée sur provocation »,.

## Notices
- Centre International de Recherches sur l'Anarchisme (Lausanne) : notice bibliographique.
- Dictionnaire international des militants anarchistes : notice biographique.
- Centre International de Recherches sur l'Anarchisme (Lausanne) : notice bibliographique.
- (en) Jonathan D. Smele, Historical Dictionary of the Russian Civil Wars, 1916-1926, Rowman & Littlefield, 2015, page 178.